# Ноциг
Ноциг (рум. Noțig) — село у повіті Селаж в Румунії. Входить до складу комуни Селециг.
Село розташоване на відстані 394 км на північний захід від Бухареста, 23 км на північний схід від Залеу, 71 км на північний захід від Клуж-Напоки.

## Населення
За даними перепису населення 2002 року у селі проживали 640 осіб, з них 638 осіб (99,7%) румунів. Рідною мовою 639 осіб (99,8%) назвали румунську.